# Me 263戰鬥機
Me 263戰鬥機是一款由火箭推動的戰鬥機。它於第二次世界大戰由德國研發，可以算作Me 163戰鬥機的改良款。德國共製造了三架原型，但它們從來沒有使用自身發動機來飛行。

## 歷史

### Me 163
Me 163攔截機衍生了一系列實驗滑翔機，並配備了一個高實驗性的引擎。當系統成熟到能提供基本功能，它就被強行推往服役，因此它從未脫離實驗基礎。作為戰鬥機，設計最終導致了一些嚴重問題。
此飛機的最大問題卻是來自其最大優勢：高速。實戰中，飛行員發現他們在成功擊落敵機前，就已經超越他們。這使德軍不斷發展許多更強大的武器，但這個問題沒有完全解決。另一個問題是，就像其它滑翔機一樣，Me 163使用了滑雪板，而非傳統帶輪起落架。這意味著當飛機降落到著陸場時，它不能自行移動。
此時，最大的問題變成了其有限的燃類載量和低耐力。這種飛機引擎的運作時間不到8分鐘，其中一些更被用於起飛和攀登到足夠的高度。這讓機員只有很少的時間來發現和攻擊敵機，更限制了它的操作範圍幾乎只有基地上空。最初當局建議建設幾十個類似基地，以提供較高飛行持續性，但上述問題在計劃實施前就已經解決。

### Me 163C
雖然Me 163只有很短運作時間，但其原本設計還來更短。原有的火箭發動機只設計一個油門設置－“全開”，並將之在幾分鐘內燃燒掉所有燃料。這不僅進一步限制了其耐力，於飛行試驗中，飛行員更發現當飛機從攀登狀態脫離開始時加速時馬上受到壓縮性影響。這使帝國航空部需求一額外油門，因而當啟動油門時會導致戰機在空中長時間拖延，同時燃油經濟性會戲劇性地減少。
這個問題在升級至Me 163C時稍有解決。這次加入了一個新型雙室火箭發動機；上方引擎會產生高推力，相反，下方引擎則會提供低推力。實戰中會通過啟動或停止主引擎來減少燃料消耗，因為此引擎比下方引擎強約四倍。此舉簡化了引擎設計，同時使巡航時能維持較高效率。隨著油箱容量開始增加，其運作時間提高至約12分鐘，達原先之150％。亦由於飛機只需使用較短時間來攀登至作戰海拔，這使Me 163能有效作戰的時間增長超過一倍。

### Ju 248
在整個開發過程中，帝國航空部對Me 163計劃的進度感到不滿，因此最終決定將開發計劃交給容克斯的海因里希·赫特爾。然而，李比希留在梅塞施密特並繼續發展Me 163C。
容克斯公司加大了原設計，使其變得更大型，亦即Ju 248。它保留了新式增壓座艙和泡型艙罩，甚至有更大的燃料缸和一個新收放式起落架。1944年9月25日，容克斯造出一個木製的模型。其本更想裝上較強推力的BMW 708火箭引擎。
在Ju 248實際製造之前，梅塞施密特希望可以重建兩隻Me 163B（V 13和V 18）。不幸的是，由於V 13已因天氣問題而惡化至不能復修，所以只有V 18可重建。此戰機往往常被當作Me 163D。但是，Me 163D並不存在，因這架飛機在Ju 248項目完成後才開始重建。
赫特爾曾希望安裝洛林衝壓發動機，但此技術在當時看起來遙遙不及。作為一種權宜之計，他們決定建造一架帶有輔助油箱（Zusatztreibstoffbehälter）特殊裝置（Sondergeräte）的戰機，亦即在機翼下安裝兩個160升外接T-Stoff氧化劑儲存箱。這雖減低速度達10%，但沒有帶任何負面飛行特性。雖然容克聲稱Ju 248使用標準Me 163B的機翼，他們決定修改機翼來装載C-Stoff燃料。

### Me 263
1944年11月，此計劃又重新命名為Me 263，以顯示其與Me 163有關連。這兩個項目也有其名字 - Ju 248 Flunder（牙鮃）和Me 263 Scholle（鰈）。1945年初，容克斯發展了其項目：EF 127 Walli火箭戰鬥機，作為Me 163C和Me 263的競爭對手。試圖在競標中擊敗對方，而非集中資源在某一項目，似成為了典型的德國軍火公司習慣。
Me 263 V1的首次無動力飛行在1945年2月進行。後來於同一月內亦一些無動力飛行的測試。測試中發現最大的問題來自因額外重量而有所改變的重心。最終，飛機引擎和起落架皆重新定位以解決問題。然而，起落架仍不能伸縮收放。那些測試的結果為“差不多準備好”（ziemlich fertigen Eindruck）。
試飛行動後來停止，最主要原因是用作拖曳的Bf 110戰鬥機開始出現燃料短缺。由於Me 263並不是“元首應急方案”（Führernotprogramm）的一部分，它很難得到所需的資源。當時雖已預料飛機沒可能進到生產線上，但仍被允許進一步發展。此時，V2和V3還沒有準備好。V2正在安裝收放式起落架，V3則在安裝內部裝備。一個月後V1和V2都裝上了HWK109- 509C引擎，並成功糾正重心問題。但它們亦一直只用作滑翔機。
同年四月，美國軍隊佔領了工廠和獲得了三架原型和一些模型。V2被馬上摧毀，但美國在其本土製造出另一架試驗型戰機。其餘則移交至俄羅斯，及後俄羅斯就創出I-270攔截機。

## 規格（Me 263 V1）
基本信息
- 机组：1

性能
- Endurance:15分鐘11,000米

武器

- 2×30毫米MK-108航空機炮

## 外部連結
Me 263介紹 （页面存档备份，存于）